# Drohende Schatten (Film)
Drohende Schatten ist ein US-amerikanischer Thriller aus dem Jahr 1950 von Pat Jackson mit Ann Sothern und Zachary Scott in den Hauptrollen. Der Film wurde von Metro-Goldwyn-Mayer produziert und basiert auf dem 1943 veröffentlichten Roman Death in the Doll's House von Hannah Lees und Lawrence P. Bachmann.

## Handlung
Nachdem David Starrling von einer Geschäftsreise nach Hause kommt, findet er heraus, dass seine Frau Celia eine Affäre mit Crane Weymouth hat. Weymouth ist der Verlobte von Celias Schwester Dell Faring. Seiner Tochter Susan gegenüber schweigt David. Aber bei einem gemeinsamen Abendessen mit Dell und Crane offenbart er sein Wissen über die Affäre. Nachdem Dell und Crane gegangen sind, stellt er Celia zur Rede. Als Souvenir hat er ihr eine Damenpistole mitgebracht und fuchtelt mit dieser aufgebracht herum. In ihrer Todesangst schlägt Celia ihn mit einem Handspiegel nieder. Dell kehrt ins Appartement zurück und findet ihre Schwester hysterisch vor, die glaubt, ihren Mann unabsichtlich umgebracht zu haben. Dell steckt die Pistole in ihre Manteltasche und versichert Celia, dass David nur bewusstlos ist. Dann beginnt sie Celia vorzuwerfen, sie wolle ihr ihren Verlobten stehlen. Ihre Wut wird so groß, dass sie Celia erschießt. Kurz darauf betritt Susan das Schlafzimmer, findet ihre Eltern auf dem Boden liegend vor und erleidet einen Schock. 
David wird des Mordes an seiner Frau angeklagt. Die Geschworenen befinden ihn für schuldig, der Richter verurteilt ihn zum Tode. Da er sich an nichts erinnern kann, akzeptiert David seine Schuld. Dell, die der Verhandlung aufmerksam gefolgt ist, bekommt Schuldgefühle. Susan ist in der Obhut der Psychiater Dr. Canford und Dr. Hodge. Nachdem Dr. Canford Susan beim Spielen beobachtet hat, hegt sie den Verdacht, dass sich zum Tatzeitpunkt eine dritte Person im Raum aufgehalten haben muss. Dell erfährt von den Untersuchungen der Psychiaterin. Sie versucht, Susan mit vergifteter Milch umzubringen, scheitert jedoch.
Susan wird in Dells Obhut gegeben. Dell plant, mit dem Mädchen in ihr Ferienhaus in Connecticut zu verreisen, was Dr. Canford verhindern möchte, da sie glaubt, dass Susan bald über die vermutete dritte Person sprechen wird. Da sie aber keine Beweise dafür vorlegen kann, muss sie sich Dells Wünschen fügen. Sie und Dr. Hodge fahren Susan zum Ferienhaus. Gerade wollen die beiden Psychiater wieder zurückfahren, als die entsetzte Susan zu schreien beginnt. Dell hat die Beleuchtung der Veranda angemacht. Dadurch wirft sie einen Schatten, der ähnlich dem ist, den Susan im Schlafzimmer gesehen hat. Dell legt daraufhin ein Geständnis ab. David ist rehabilitiert und wird freigelassen. 

## Produktion

### Hintergrund
Gedreht wurde der Film vom 11. April bis Mitte Mai 1949 in den MGM-Studios in Culver City.
Für den Briten Pat Jackson, der sich einen Namen als Dokumentarfilmer gemacht hatte, war es der einzige US-Film, den er inszenierte.

### Stab
Cedric Gibbons und Eddie Imazu waren die Art Directors, Edwin B. Willis und Ralph S. Hurst die Szenenbildner, Irene Lentz die Kostümbildnerin. Douglas Shearer war für den Ton verantwortlich.

### Besetzung
In kleinen nicht im Abspann erwähnten Nebenrollen traten Lilian Bond, George Eldredge, Beatrice Gray, Dell Henderson, Johnny Indrisano, Kathleen O’Malley und Pierre Watkin (als Dr. Hodge) auf.

## Synchronisation
| Rolle           | Schauspieler        | Deutscher Synchronsprecher |
| --------------- | ------------------- | -------------------------- |
| Dell Faring     | Ann Sothern         | Dagmar Heller              |
| David Starrling | Zachary Scott       | Randolf Kronberg           |
| Susan Starrling | Gigi Perreau        | Stephanie Kellner          |
| Dr. Canford     | Nancy Davis         | Cordula Trantow            |
| Celia Starrling | Kristine Miller     | Viktoria Brams             |
| Pike Ludwell    | John McIntire       | Klaus Guth                 |
| Crane Weymouth  | Tom Helmore         | Michael Schwarzmaier       |
| Miss Burke      | Helen Brown         | Christine Isensee          |
| Bobby           | Anthony Sydes       | Dominik Auer               |
| Junge           | Jimmy Hunt          | Christian Bey              |
| Notarzt         | Don Haggerty        | Leon Rainer                |
| Richter         | Thomas Browne Henry | Joachim Höppner            |
| Dr. Hodge       | Pierre Watkin       | Klaus Höhne                |

Anmerkung: Die kursiv geschriebenen Namen sind Rollen und Darsteller, die nicht im Abspann erwähnt wurden.

## Veröffentlichung
Die Premiere des Films fand am 19. Mai 1950 statt. In der Bundesrepublik Deutschland wurde er am 15. Juni 1987 im deutschen Fernsehen ausgestrahlt.

## Kritiken
Das Lexikon des internationalen Films schrieb: „Eine der weitgehend vergessenen Regiearbeiten des britischen Dokumentaristen Jackson. Intelligent konstruierter, gut gespielter Krimi, der eine düstere Atmosphäre schafft.“
Die Filmzeitschrift Cinema befand: „Hochspannung bis zum bitteren Ende.“
Der Kritiker der The New York Times beschrieb den Film als ein mildes Melodram, das mit Vorbedacht voranschreitet. Da die Darstellungen professionell und die klinischen Aspekte des Falls klar seien, könne man den Mangel an Spannung verzeihen.
Elsa Branden von der Filmzeitschrift Photoplay lobte die exzellente Besetzung, insbesondere Kristine Miller und John McIntire. Gigi Perreau, die die entscheidende Rolle spiele, stehle jedoch die Schau.
Der Kritiker des TV Guide sah ein ziemlich straffes Drama, das ein gleichmäßiges Spannungslevel bis zur Auflösung einhält.